# Paul Yeboah
Paul Yeboah (22 settembre 1970 – 14 settembre 2021) è stato un attivista ghanese.

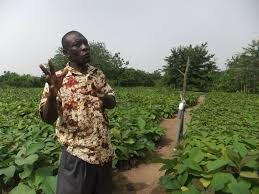

Permaculturista e agricoltore, è stato il fondatore e coordinatore del Ghana Permaculture Institute and Network a Techiman, Ghana, Africa occidentale situato nella regione di Brong-Ahafo in Ghana. Lo scopo dell'Istituto è costruire e mantenere un sistema alimentare stabile, prendersi cura degli ecosistemi locali e migliorare la qualità della vita nelle aree rurali. L'istituto forma studenti e comunità in tecniche di agricoltura ecologica sostenibile, supportando progetti in tutto il Ghana; gruppi di donne, progetti di microfinanza, apprendimento della coltivazione della moringa, produzione di funghi, sviluppo delle foreste alimentari e agroforestali.
La permacultura si basa su sistemi di progettazione sostenibili naturali, è un sistema agricolo che utilizza pratiche per mantenere il suolo fertile, le colture e il bestiame sani. Incoraggia la protezione dell'ambiente e uno stile di vita ambientalista, in modo da mantenere la stabilità ambientale e preservare le risorse ambientali per il futuro. Inoltre, ricostituisce i terreni erosi e disboscati. La missione del Ghana Permaculture Institute and Network è incoraggiare, educare e promuovere l'uso della permacultura da parte degli agricoltori e delle persone in Ghana, cosa che contribuirà alla solidità ambientale e alla stabilità del futuro del paese.
L'istituto ospita volontari internazionali, stagisti e studenti e fa parte del Ghana Ecovillage Network, un'organizzazione per progetti di sviluppo sostenibile, che lavora per promuovere le iniziative indigene e la sostenibilità in Ghana, della quale Yeboah è stato presidente. La permacultura sta trasformando le comunità in Ghana attraverso l'istruzione, la produzione alimentare, la divulgazione, lo sviluppo delle competenze, l'autosufficienza e la creazione di piccole imprese.

## Biografia
All'età di 22 anni Paul Yeboah si occupava della povertà rurale e urbana. Ha ricevuto un certificato agricolo dal Farm Institute in Ghana. Ha avviato un progetto di foresta da frutto rurale e urbana utilizzando le forniture di semi del Kade Oil Palm Research Institute e della Bonsu Cocoa Research Station. I semi e le piantine sono stati dati agli agricoltori in base al reddito. Questo progetto è stato determinante nella creazione di imprese di trasformazione rurale e occupazione per i poveri.
Nel 2003 Paul Yeboah è stato il direttore dell'azienda agricola per l'abate del monastero benedettino di Kristo Buase in Ghana. Greg Knibbs è stato invitato al monastero per assistere alla riprogettazione della fattoria utilizzando le pratiche della permacultura per ripristinare la fertilità del suolo, impoverito dall'inquinamento chimico sintetico. Yeboah ha incontrato Greg Knibbs e hanno lavorato insieme per formare il Ghana Permaculture Network che in seguito divenne il Ghana Permaculture Institute.
Il Ghana Permaculture Network è stato coordinato da Paul Yeboah nel 2003, ed è nato come un piccolo centro di formazione agricolo che in seguito è diventato il Ghana Permaculture Institute (GPI). Nel 2007 è stato creato il Ghana Permaculture Nwodua Tree Nursery, che è nato per creare reddito per la comunità e per affrontare questioni ambientali come la desertificazione e l'erosione. Si occupa anche di rimboschimento. Il lavoro è uno sforzo comunitario collaborativo che coinvolge donne, giovani e uomini.Tutti i membri della comunità sono parte del profitto e dei benefici comuni del lavorare a favore dell'ambiente. Il progetto crea consapevolezza ambientale.
Paul Yeboah è stato il vicepresidente del Ghana Ecovillage Network, fondato nel 2012 e costituito nel 2013. È stato formato da leader e gruppi di comunità con progetti sostenibili per promuovere le strategie dell'Ecovillaggio come modelli per lo sviluppo sostenibile in Ghana.
Il Ghana Permaculture Network ha supportato le scuole locali, gli agricoltori della comunità nella creazione di vivai e progetti di piantumazione di alberi. La rete di permacultura del Ghana si è ora espansa in varie parti del Ghana, nel Togo e nel Burkina Faso, nell'Africa occidentale.

### Progetti dell'Istituto di Permacultura
L'obiettivo delle iniziative e dei progetti educativi è promuovere l'apprendimento, ponendo l'accento sulla formazione professionale e la necessità di uno sviluppo di competenze realizzabile utilizzando pratiche di sviluppo sostenibile.
- I corsi di Permaculture Design sono tenuti in Ghana, Togo e Burkina Faso, Africa occidentale.
- Ghana Permaculture Nwodua Tree Nursery Project - Il Ghana è un paese deforestato. Il progetto Tree Nursery affronta i problemi della deforestazione al fine di invertire l'erosione. Insegna e sostiene l'importanza degli alberi e le questioni relative al cambiamento climatico.
- Produzione di funghi ostrica - L'Istituto di Permacultura insegna come coltivare i funghi utilizzando sacchi di segatura. Questo progetto consente ai partecipanti di imparare a rendere utile la segatura, un prodotto di scarto e promuove una dieta sana, nutrizione e sviluppo delle abilità.
- Dimostrazione Siti di formazione su come costruire giardini domestici in permacultura
- Produzione di moringa - Aiuta a facilitare lo sviluppo delle piccole imprese per generare reddito. Un progetto che promuove una sana alimentazione e lo sviluppo delle competenze.
- Corso di Ecovillage Design - Che insegna e fa conoscere agli studenti gli strumenti che possono essere utilizzati per riqualificare le loro comunità in modi ecologici, economici, culturali e sociali  e per promuovere la sostenibilità.[10]